# Nothrus biciliatus
Nothrus biciliatus är en kvalsterart som beskrevs av Koch 1841. Nothrus biciliatus ingår i släktet Nothrus och familjen Nothridae. Inga underarter finns listade i Catalogue of Life.